# Unity (ユーザインタフェース)
UnityとはUbuntuで開発されている、デスクトップ環境及びグラフィカルシェル、ユーザインタフェースのことである。

## 概要
当初は、Ubuntu Netbook Edition用としてネットブックなどの画面サイズが限定された環境でもスペースを有効に利用できるような設計として開始された。縦に配置されたランチャーと呼ばれるアプリケーションスイッチャーなどのインタフェースが特徴で、Ubuntu 11.04において従来のGNOMEベースの環境から切り替えることもできるよう準備され、Ubuntu 11.10から本格的に採用された。
デスクトップの左端に「アプリケーション」のサイドバー (Dock) が取り入れられ、これまでのGNOMEパネルの下部パネルが取り外された。これまでの上部パネルの通知領域は残されているのに対し、左端にあった「アプリケーション」「場所」「システム」の項目がUbuntuのロゴ (Dash) に置き替えられた。これをクリックするとインストールされた、またはインストール出来るアプリケーションが検索できる。
Unity 8はデスクトップだけでなく、スマートフォンやタブレットのような小サイズ・高解像度なデバイス対応を目指していた。
2017年4月5日、カノニカルはUnity 8の開発を打ち切り、Ubuntu 18.04 LTSではGNOMEに戻すと発表した。実際にはUbuntu 17.10からGNOMEがデフォルトになった。Unity8はyunitという名称でフォークされた。
しかしながら、Ubuntu 22.10以降、Unityは、Ubuntu Unityという名前で公式フレーバーに復活している。

### Unity 2D
Unity 2D はCompizのプラグインであるUnityとは違い独立したアプリケーションとして動作する。Qtフレームワークを用いて作られている。初期状態ではMetacityで動作するが、CompizやKWin等のウィンドウマネージャ上でも動作する。11.04では追加可能なパッケージとして提供されていたが、11.10からは11.04のGNOMEクラシックに代わり、Unity 3Dが動作しないハードウェア環境向けのデフォルトとして提供されている。12.10ではOpenGLを使用せずにUnity 3Dを動作させられるのでこれは廃止された。

## ユーザインタフェース
- Launcher
- Quicklist
- Dash
- Head-Up Display
- Global menubar
- Overray Scrollbar
- Indicators

## ツールキット
Unityのインタフェースを構成するボタン、テキストボックスなどの部品には、Nuxと呼ばれるツールキットが用いられている。NuxはGTKやQtといった他のツールキットとは異なり、Unityで動かすことを主目的として開発されており、レンダリングにOpenGLを利用する。

## 動作要件
3Dアクセラレーションが動作するグラフィックハードウェアとドライバが必要 (Unity)。条件を満たしていない場合はLLVMpipeというOpenGLのソフトウェア実装が使用される。またUbuntu 12.04まではUnity 2Dという互換ソフトウェアが実行される。

## 利用
UnityとAyatanaプロジェクトのサポートは主にUbuntu用に開発が行われ、最新バージョンはUbuntuに最初に提供される。
Ubuntu以外のLinuxディストリビューターはAyatanaに変更を加えることで取り込みを試みている。Ayatanaの構成はアプリケーションの調整が必要であり、他のディストリビューションで採用するとより複雑になる。
- Arch LinuxはUnityとUnity2Dを含む多くのAyatanaコンポーネントを提供している[11]。2011年7月の段階ではUnity2Dのみ最新バージョンで使用可能である[12]。
- FedoraではUnityにGTKの非サポートパッチの適応が必要であることを理由にデフォルトのリポジトリでは提供していないが[13]、パッチが適用されているopenSUSEのリポジトリのブランチを使用することでUnityをFedoraにインストールすることが可能となっている[14]。
- Frugalware Linux（英語版）は今後の開発ブランチの一部としてUnityとUnity2Dを含むAyatanaを採用している[15]。
- OpenSUSEはGNOME用の多くのAyatanaコンポーネントを提供している[16]がUnityの提供はCompizを主な問題として保留されていたが[17]新しい開発者がArch LinuxとFedora用のバージョンと共にそのタスクを引き継いだ[14]。

## 批判
世界各国の複数のオンラインニュースメディア（日本ではマイナビエンタープライズの後藤大地ライターやjapan.internet.com）はDistroWatchのサイト内ページ訪問者数ランキングにおいてLinux MintのページがUbuntuのページを抜いて1位になった原因は、Unityに否定的なユーザーがMintに流れたのだろうと報じている。また、このランキングのみを根拠にOSシェアが低下したという報道もされている。しかし、これに実際の根拠は伴っていないとされる。